# Nørre Haksted Kirke
Nørre Haksted Kirke er en kirke i romansk stil beliggende syd for grænsen i landsbyen Nørre Haksted i det centrale Sydslesvig i den nordtyske delstat Slesvig-Holsten. Kirken er viet til Sankt Jørgen (Sankt Georg). Nørre Haksted Kirke er sognekirke i Nørre Haksted Sogn.
Kirken er opført i 1100-tallet af kampesten. I senmiddelalderen blev kirken udvidet med et et benhus (æ karnhus, afledt af latnisnk carnarium). Bjælkeloftet i kirkens indre er dekoreret med et barokmaleri. I 1897 blev kirkeskibet udvidet mod vest. Samme år blev det nuværende tårn tilbygget. Allerede i 1861 havde menigheden begyndt at opsamle et fond til opførelse af et muret rårn i stedet for den daværende klokkestabel. I 1926 blev sengotiske malerier i korbuen frilagt og restaureret. Granitdøbefonten er fra kirkens opførelsestid. Det gotiske alterkors er dateret til 1200-tallet. Korbuen med korbuekorset er flankeret af et passiosngruppe bestående af otte plastiske relieffer fremstillende passionshistorien. Altertavlen fra 1700-tallet viser apsotlene Peter og Paulus. Relieffer på prædikestolen fra 1713 viser Jesu fødsel, dåb og opstandelse.
I årene før den 2. Slesvigske krig var kirkesproget blandet dansk-tysk. Menigheden hører nu under den nordtyske lutherske kirke.